# Юрми
Юрми (баш. юрми, юрмый, тат. юрми) — тюркизированное финно-угорское или же булгарское племя, участвовавшее в этногенезе башкир, а также казанских, в том числе пермских татар.

## Этноним
Этноним юрми известен у болгар, венгров и чувашей. В топонимике встречаются такие наименования, как Юрмияз, Юрминка, Юрмиязбаш и др.

## Язык
Как пишет Д. Б. Рамазанова, потомки юрми, населяющие современную западную Башкирию говорят на татарском языке, считают его своим родным языком, в их языке отсутствуют специфичные черты башкирского языка.
Согласно Ф. Г. Хисамитдиновой, потомки башкир племени юрми, проживающие в западном и северном Башкортостане и прилегающих территориях, являются носителями северо-западного диалекта башкирского языка, однако большинством исследователей, в том числе башкирскими, говоры данного диалекта относятся к казанскому диалекту татарского языка, и абсолютное большинство тюркоязычного населения территорий распространения данного диалекта в переписях указывают свой язык татарским, а не башкирским или одним из его диалектов.

## Этническая история
Этническая история племени юрми связана с волжскими булгарами, мадьярами рода Кер, и с болгарами рода Ерми.
Согласно Б. С. Ильясову, в конце V века юрмийцы вместе с другими племенами (юрматы, байлар, юламан, гайна) и куртугурами образуют племенной союз и древнюю башкирскую народность.
На формирование юрмийцев оказало влияние их пребывание в соседстве с другими башкирскими племенами еней, катай и юрматы. В XII—XIII вв. земли юрмийцев располагались по рекам Степной Зай и Шешма, а в XIII—XIV вв. — в бассейне реки Ик, где соседями юрмийцев были башкирские племена байлар, буляр, елан, ирэкте, катай и киргиз.
В конце XIV — начале XV вв. часть племени юрми в составе катайских племён переместилась на север, где были расселены по берегам рек Тюй и Быстрый Танып. Часть юрмийцев в составе племени юрматы мигрировали на юг, где были расселены на территории бассейнов рек Ашкадар, Белая, Стерля и по правобережью реки Нугуш.
На территории расселения племени юрми ныне расположены Бакалинский, Туймазинский и Шаранский районы Башкортостана, Азнакаевский, Альметьевский и Лениногорский районы Татарстана.